# Kasteel van La Ballue
Het Kasteel van La Ballue (Frans: Château de La Ballue) is een kasteel in de Franse gemeente Bazouges-la-Pérouse.